# Paint the Sky with Blood
| Оценки критиков | Оценки критиков |
| Источник        | Оценка          |
| --------------- | --------------- |
| Metal Hammer    | [ 1 ]           |
| Blabbermouth    | [ 2 ]           |
| Metal.de        | [ 3 ]           |
| New Noise       | [ 4 ]           |

Paint the Sky with Blood (с англ. — «Окрась небо кровью») — дебютный мини-альбом финской мелодик-дэт-метал супергруппы Bodom After Midnight, вышедший 23 апреля 2021 года на лейбле Napalm Records. Является последней студийной работой Алекси Лайхо, умершего 29 декабря 2020 года.

## Создание
В конце 2019 года трое участников группы Children of Bodom, Яска Раатикайнен, Хенкка Сеппяля и Янне Вирман, сообщили о том, что покидают Children of Bodom. Алекси Лайхо планировал продолжать играть вместе с оставшимся гитаристом Даниэлем Фрейбергом, но оказалось, что он не имеет прав на использование названия «Children of Bodom». В связи с этим, в марте 2020 Лайхо основал новую группу Bodom After Midnight. Музыканты запланировали несколько концертов на лето того же года, однако из-за пандемии COVID-19 они были отменены, и Фрейберг сообщил, что группа сфокусировалась на создании нового материала для дебютного релиза.
Bodom After Midnight начали создавать и репетировать новые песни летом 2020 года. «Paint The Sky With Blood» является первой созданной песней коллектива. По словам Фрейберга, Лайхо показывал остальным музыкантам созданные риффы и мелодии, и уже все вместе они прорабатывали структуру песен. «Where Dead Angels Lie» является кавером на песню шведской блэк-метал-группы Dissection с альбома Storm of the Light’s Bane. Идею о кавере высказал барабанщик Вальттери Вяюринен, которого поддержали Лайхо и Фрейберг, являющиеся большими фанатами упомянутого альбома.
9 ноября группа вошла в студию Finnvox и 30 ноября закончила запись всех партий, начав процесс сведения. Однако 29 декабря 2020 года Алекси Лайхо умер из-за продолжительных проблем со здоровьем. Несмотря на это, в качестве дани памяти Лайхо, группа анонсировала выход дебютного мини-альбома на 23 апреля 2021 года. По словам гитариста Даниэля Фрейберга, Paint the Sky with Blood является единственным материалом, который группа успела создать вместе с Лайхо.

## Список композиций
| №                   | Название                                      | Длительность |
| ------------------- | --------------------------------------------- | ------------ |
| 1.                  | «Paint the Sky with Blood»                    | 4:26         |
| 2.                  | «Payback's a Bitch»                           | 4:06         |
| 3.                  | «Where Dead Angels Lie» (кавер на Dissection) | 6:21         |
| Общая длительность: | Общая длительность:                           | 14:53        |

## Участники записи
- Алекси Лайхо — гитара, вокал
- Даниэль Фрейберг — гитара
- Митя Тойвонен — бас-гитара
- Вальттери Вяюринен — ударные